# Garegin Njdeh
Garegin Ter-Harutiunian (în armeană Գարեգին Տեր-Հարությունյան; n. 1 ianuarie 1886, Güznüt⁠(d), viceregatul Caucazului⁠(d), Imperiul Rus – d. 21 decembrie 1955, Vladimir, RSFS Rusă, URSS), cunoscut și după porecla Garegin Njdeh (în armeană Գարեգին Նժդեհ), a fost un filosof, politician și comandant militar armean, membru marcant al Federației Revoluționare Armene. 
Născut în Armenia sub ocupație țaristă, Njdeh s-a implicat din tinerețe în mișcarea naționalistă armeană. A luptat în războaiele balcanice împotriva Imperiului Otoman, ca voluntar în armata bulgară, fiind rănit în Al Doilea Război Balcanic. Întors în Rusia, acesta a luptat în Armata Rusă în primul război mondial, sperând la eliberarea teritoriilor armenești aflate sub ocupație turcească. După Revoluția din Octombrie, Njdeh a contribuit la organizarea trupelor Armeniei independente, luptând în Nagorno-Karabah împotriva Azerbaidjanului. Luptele au continuat și după bolșevizarea Azerbaidjanului, Njdeh fiind acuzat de masacrarea civililor turci-musulmani în timpul luptelor. După sovietizarea Armeniei, Njdeh, un anticomunist convins, a continuat lupta împotriva bolșevicilor, dar, depășit numeric, a fost nevoit să plece în exil.
În exil, Garegin Njdeh și-a împărțit timpul între Sofia, Plovdiv, București și Boston, contribuind la organizare comunităților armenești locale și la formarea unor filiale locale ale Federației Revoluționare Armene. Însă, în 1937, a fost exclus din Federație, din cauza opiniilor sale considerate extremiste, ultranaționaliste și rasiste. Ideologic, Njdeh a simpatizat cu fascismul italian și nazismul german, îndepărtându-se de socialismul susținut de Federația Revoluționară Armeană.
În al doilea război mondial, Njdeh a colaborat cu Germania Nazistă, fiind jurnalist la ziarul de propagandă în limba armeană al naziștilor. A făcut propagandă în rândul prizonierilor de război sovietici de etnie armeană, îndemnându-i să se alăture legiunii armene naziste, condusă de fostul membru al FRA Drastamat Kanaian. Totuși, după ce și-a dat seama că Germania va pierde războiul, Njdeh i-a trimis lui Iosif Stalin o scrisoare (pe 9 septembrie 1944) în care sugera o invazie sovietică a Turciei și anexarea teritoriilor istorice armene din Turcia. Njdeh s-a predat trupelor sovietice în Sofia, fiind transferat într-o închisoare din București, apoi în Lubianka, în Moscova, în timp ce soția și băiatul său s-au ascuns în Pavlikeni. Njdeh a fost condamnat la 25 de ani de închisoare pentru activitățile sale anti-sovietice de la începutul anilor 1920. A decedat pe 21 decembrie 1955, în închisoarea din Vladimir, la vârsta de 69 de ani.